# Gymnusa konopackii
Gymnusa konopackii är en skalbaggsart som beskrevs av Jan Klimaszewski 1979. Gymnusa konopackii ingår i släktet Gymnusa och familjen kortvingar. Inga underarter finns listade i Catalogue of Life.